# ترکی بن سعود الکبیر
ترکی بن سعود آل کبیر (به عربی: تركي بن سعود بن تركي بن سعود الكبير) شاهزاده عربستان سعودی بود و پسرعمو و داماد ملک عبدالعزیز (حاکم بین سال‌های ۱۹۳۲ تا ۱۹۵۳) و نتیجه شاهزاده سعود آل کبیر بود که اعدام او در تاریخ ۱۸ اکتبر ۲۰۱۶ در رسانه‌های دولتی عربستان رسماً اعلام شد.
از زمان اعدام مشاعل بنت فهد آل سعود ۱۹ ساله که در سال ۱۹۷۷ اعدام شد، وی نخستین فردی از خانواده سلطنتی آل سعود بود که اعدام شده است.

## جرم و مجازات
این حادثه به اواخر ماه محرم سال ۱۴۳۴ هجری قمری (مصادف با ۱۳ دسامبر ۲۰۱۲ میلادی و ۲۳ آذر ۱۳۹۱ شمسی) بازمی‌گردد. پس از درگیری میان گروهی از جوانان مسلح به اسلحه‌های کلاشینکف ۴۷ و کرینکوف ۷۴ رخ داد. در نتیجهٔ این درگیری تیراندازی شدیدی صورت گرفت که به کشته شدن عادل المحیمید و زخمی شدن فرد دیگری به نام عبدالرحمن التمیمی انجامید. ترکی بن سعود از این که متوجه شده بود مقتول دوست او بوده است شک زده شده بود.
ترکی با خودروی لکسوس کاملاً دودی‌شده خود به همراه دو خودرو دیگر به منطقه الثمامه آمده بود. یکی از دوستانش در یکی از این خودروها که از نوع جیپ چروکی بود و بعداً در این حادثه کشته شد حضور داشت. همزمان با رسیدن‌شان به مقصد درگیری میان گروهی از جوانان رخ داد و هنگامی که دوستش عادل از خودرو پیاده شد تا ماجرا را پیگیری کند ترکی با اسلحه نورینکو ۹ میلی‌متری شلیک کرد. گلوله به‌طور تصادفی به عادل اصابت کرد و او را کشت. سپس گلوله به عبدالرحمن التمیمی که پشت عادل ایستاده بود برخورد کرد و باعث جراحت شدید او در سر شد. عبدالرحمن به بیمارستان منتقل شد. پلیس برخی از افرادی که هنگام وقوع حادثه حضور داشتند را بازداشت کرد. زمانی که ترکی متوجه شد که دوستش را کشته است دچار شوک شد و روی زمین افتاد. او به پلیس اعتراف کرد که مسئول این حادثه بوده است. شاهزاده ترکی به همراه گروهی از افراد درگیر بازداشت شدند. برخی از آن‌ها پس از محکومیت به جرایم عمومی مانند حمل سلاح آزاد شدند.

## اعدام
چند ساعت پیش از اجرای حکم ترکی آل کبیر با دوستان و خانواده خود دیدار کرد. او در انتظار اعدام تا نماز صبح وقت خود را به دعا و قرائت قرآن سپری کرد. حوالی ساعت ۷ صبح رئیس زندان او را به مکانی برد که قرار بود وصیت‌نامه‌اش را بنویسد. پس از وضو در ساعت ۱۱ صبح به مسجد منتقل شد. در ساعت پایانی قبل از اعدام پدر ترکی تلاش کرد تا پدر مقتول را متقاعد کند که او را ببخشد و دیه را بپذیرد. با این حال پدر مقتول پیشنهاد دیه را رد کرد و از بخشیدن قاتل پسرش خودداری کرد. بنابراین اعدام بلافاصله پس از نماز عصر در ساعت ۴:۱۳ بعدازظهر انجام شد.
اعدام ترکی آل کبیر گفتگوهای گسترده‌ای را در شبکه‌های اجتماعی عربستان به راه انداخت. کاربران از سراسر کشور تصمیم مقامات سعودی برای برخورد برابر با او مانند هر شهروند دیگر سعودی را ستودند.
1. ↑  "Rare execution of royal family member in Saudi Arabia", CBS News, 19 October 2016
2. ↑  "الداخلیة" تعلن: تنفیذ حکم القصاص فی الأمیر ترکی بن سعود الکبیر بالریاض. سبق، وصل لهذا المسار فی 19 أکتوبر 2016 بایگانی‌شده  در ۲۰۱۹-۰۵-۱۹ توسط Wayback Machine
3. ↑  التمیمی مصاب «حادثة الثمامة الشهیرة» : تاهت معاملتی بین دوائر القضاء. الوئام، وصل لهذا المسار 19 أکتوبر 2016 بایگانی‌شده  در ۲۰۱۸-۰۷-۱۴ توسط Wayback Machine
4. ↑  "Saudi prince executed for murdering man in brawl". BBC. 19 October 2016.
5. ↑  Final hours of executed Saudi prince recounted
6. ↑  'Who was the Executes Saudi Prince Turki bin Saud Al Kabir?'